# Virginia Stablum
Virginia Stablum (născută la 17 februarie 1998, Trento, Italia) este un fotomodel italian, care a fost aleasă la concursul Miss Univers Italia 2022.

## Biografie
Stablum s-a născut pe 17 februarie 1998 și locuiește în Trento. Ea a trăit și în alte părți ale Italiei, inclusiv Madonna di Campiglio. A absolvit Sophie M. Liceul Lingvistic Scoala, un liceu lingvistic din Trento. A intrat la Universitatea din Verona din Verona.
Ca model, Stablum a lucrat nu numai în Italia, ci și la Paris, Barcelona și New York.

## Concurs de frumusețe
Pe 11 iunie 2017, Stablum a concurat împotriva altor 50 de candidați la Miss World Italia 2017 la Teatro de Roma din Gallipoli, Apulia. Ea a terminat în Top 5 și a câștigat premiul Miss Mondo Cover Girl 2017.
Pe 18 septembrie 2022, Stablum a reprezentat Trentino-Alto Adige la Miss Univers Italia 2022 și a concurat împotriva altor 20 de candidați la Lo Smeraldo Ricevimenti di Lusso din Puglia. Ea a câștigat titlul și a fost urmată de Caterina Di Fuccia. Stablum va reprezenta Italia la Miss Univers 2022.